# Ortholexis melichroptera
Ortholexis melichroptera is een vlinder uit de familie van de dikkopjes (Hesperiidae). Deze soort is voor het eerst wetenschappelijk beschreven door Ferdinand Karsch in een publicatie uit 1895.
Deze zeer zeldzame soort komt voor in de bossen van Liberia, Ghana, Nigeria, Kameroen en Gabon.